# 胡愈之故居
胡愈之故居又名敕五堂，位于中国浙江省绍兴市上虞区丰惠镇（原上虞县城）南门村城隍河西岸，为建于清乾隆前期的台门式建筑，也是上虞现存规模最大的古民宅。建筑占地面积约4000平方米，东西宽80米，南北深50米，中轴线上依次为门屋七间、大厅三间和后楼三间两层，大厅即敕五堂，堂名为清代上虞籍状元梁国治所题，以纪念胡氏先祖、宋朝大儒胡安国因坚持抗金复国五辞敕封，“文革”前被拆毁，近年重建，东西两侧有厢楼各前后两进，前进十间一弄，后进九间，中为跨院，呈“走马楼”格局，西北角“后咫园”为胡愈之出生地。2014年11月修缮后作为纪念馆对外开放。